# Pedro Gordillo y Sánchez
Pedro Gordillo y Sánchez (Mérida) fue un alto funcionario del rey Fernando VI, llegando a ser "Contralor General de la Real Casa, Cámara y Capilla" de Su Majestad. Su sucesor, el rey Carlos III, le otorgó el Marquesado de Zambrano.

## Biografía
Nació en Mérida (Extremadura), hijo de Andrés Gordillo y Zambrano y de Ana Sánchez Ortiz, ambos naturales de Zarza de Alange, Badajoz. Sirvió en la Corte de Fernando VI desde 1749, y llegó a ser "Contralor General de la Real Casa, Cámara y Capilla" de Su Majestad. Casó el 8 de octubre de 1756 con Paula Petronila González Fernández de las Cuevas, dama madrileña, hija del caballero toledano Pedro Manuel González y de María Magdalena Fernández de las Cuevas. Tras el fallecimiento del rey Fernando VI en 1759, su sucesor y hermano, el rey Carlos III, lo mantuvo en sus funciones y le otorgó el 13 de marzo de 1761 el Marquesado de Zambrano, con el Vizcondado previo de San Pedro.
En 1783 era todavía tesorero en ejercicio de la Real Casa. Más adelante fue sustituido por Francisco Montes. Participó en la séptima Junta General del Banco Nacional de San Carlos, celebrada entre el 29 de marzo y 2 de abril de 1789, como apoderado del rey de España, que tenía una participación de 1.000 acciones del banco.